# Pelastoneurus flavipes
Pelastoneurus flavipes är en tvåvingeart som beskrevs av Ignaz Rudolph Schiner 1868. Pelastoneurus flavipes ingår i släktet Pelastoneurus och familjen styltflugor. Inga underarter finns listade i Catalogue of Life.